# Wólka Lesiewska
Wólka Lesiewska est une localité polonaise de la gmina de Biała Rawska, située dans le powiat de Rawa Mazowiecka en voïvodie de Łódź.